# Miguel Legot
Miguel Legot (Sevilla, ca. 1627–Cádiz, 1695) fue un pintor español activo en Cádiz en el último tercio del siglo XVII.

## Biografía
Hijo del pintor sevillano de origen flamenco Pablo Legot, pronto se trasladó a Cádiz con su familia, y allí vivió la mayor parte de su vida. No se conoce ninguna obra de su mano y apenas se tienen noticias sobre su actividad como artista, que probablemente desarrolló tan solo como aficionado. Su formación debió de llevarse a cabo en el taller paterno, en compañía del pintor gaditano Francisco Núñez, que se instaló en casa de los Legot desde la edad de tres años.
Miguel Legot estuvo relacionado con parte de los círculos artísticos gaditanos de finales de siglo. Además de su contacto estrecho con Francisco Núñez, sabemos de su amistad con los pintores Bernabé de Ayala y Antonio Hidalgo.